# Real Academia Europea de Doctores
La Real Academia Europea de Doctores (RAED) nace en Barcelona en 1914 como Agrupación de Doctores matriculados en Cataluña, fue reconocida como "Real Academia de Doctores" en 1982 y adquirió ámbito europeo en 2012. Está dedicada a la investigación y la difusión del conocimiento, con el objetivo de contribuir al desarrollo cultural, científico, económico y social de España y de la Unión Europea. Desde 2012 su presidente es el catedrático de Contabilidad de la Universidad de Barcelona Alfredo Rocafort. La RAED desde 2014 publica la revista científica "RAD Tribuna Plural".

## Historia
Se fundó en 1914 con el nombre de “Agrupación de Doctores matriculados en Cataluña” se consolidó en 1915 durante el Congreso de Doctores que se celebró en Barcelona en 1915 y se constituyó definitivamente y se registró el 25 de mayo de 1919, siendo Decano Presidente el Dr. Álvaro Esquerdo.
El Rey Alfonso XIII presidió la sesión de fin de curso de 1919 en el Paraninfo de la Universidad de Barcelona.
En 1920 pasó a denominarse “Colegio de Doctores Matriculados en Cataluña“, corporación reconocida oficialmente en 1924 mediante Real Orden del Ministerio de Instrucción Pública y Bellas Artes. La Institución tuvo escasa actividad durante la segunda República y prácticamente desapareció con la guerra civil. En el año 1943, tomó nuevamente impulso bajo la presidencia de Guillermo de Benavent Camps. 
El 13 de marzo de 1989, la Academia fue reconocida entidad de Derecho Público como “Academia de Doctores” y el 2 de octubre el rey Juan Carlos I, le concedió el título de Real, siendo desde entonces Real Academia de Doctores. Los reyes Juan Carlos y Sofía presidieron, en el Palacio de la Música de Barcelona, en sesión académica el 10 de diciembre de 1992.

## Miembros
En 2022  la RAED cuenta entre sus 99 académicos numerarios a 80 varones y 19 mujeres, especialistas en diversas ciencias, entre ellos se encuentran, la catedrática de Derecho Constitucional Teresa Freixes (2010) o el traumatólogo Ramón Cugat (2016).